# 276 î.Hr.

## Nașteri
- dată necunoscută: Eratostene  (d. 194 î.Hr.)